# アメリカン・スウィートハート
『アメリカン・スウィートハート』（America's Sweethearts）は、2001年のアメリカ合衆国のロマンティック・コメディ映画。ジョー・ロス監督。ジュリア・ロバーツ、ビリー・クリスタル主演、またラリー・キングが本人役でカメオ出演している。ビリー・クリスタル、ピーター・トラン脚本。

## あらすじ
エディとグウェンは、アメリカの理想のカップルと呼ばれた映画スター同士の大物カップル。しかしグウェンの浮気が発覚。それ以来二人の仲は冷えきってしまった。
姉の付き人をしているグウェンの妹キキのもとへ映画宣伝マンのリーから、グウェンを説得して『時を超えて』の試写会に出席させるよう電話が入る。『時を越えて』はエディとグウェンが最後に共演した映画だった。キキはなんとかグウェンをなだめ、試写会を成功させようとするが…。

## キャスト
| 役名                             | 俳優                         | 日本語吹替 |
| -------------------------------- | ---------------------------- | ---------- |
| キャスリーン・ハリソン（キキ）   | ジュリア・ロバーツ           | 田中敦子   |
| リー・フィリップス               | ビリー・クリスタル           | 野島昭生   |
| グウェン・ハリソン               | キャサリン・ゼタ＝ジョーンズ | 日野由利加 |
| エディー・トーマス               | ジョン・キューザック         | 家中宏     |
| ヘクター・ゴンザレス             | ハンク・アザリア             | 荒川太朗   |
| デイヴ・キングマン               | スタンリー・トゥッチ         | 田原アルノ |
| ハル                             | クリストファー・ウォーケン   | 有本欽隆   |
| ウェルネス・ガイド               | アラン・アーキン             | 佐々木梅治 |
| ラリー・キング                   | 本人                         | 江角英明   |
| ダニー・ワックス                 | セス・グリーン               | 石田彰     |
| デイヴィス                       | スコット・ツェラー           |            |
| リムジンの運転手                 | スティーヴ・ピンク           | 石住昭彦   |
| デイヴ・オハンロン               | レイン・ウィルソン           | 室園丈裕   |
| ローラ・ミッシンジャー           | リサ・ジョイナー             | 重松朋     |
| 警備員                           | エリック・バルフォー         |            |
| 警備員                           | マーティ・ベラフスキー       |            |
| リー・フィリップスのアシスタント | アン・キューザック           | 小野未喜   |

- その他の日本語吹き替え：蓮池龍三／宗矢樹頼／桜澤凛

日本語版スタッフ：翻訳：高山美香、演出：中野洋志、調整：兼子芳博、配給：ソニー・ピクチャーズ・エンタテインメント

## 評価
この映画の評価は賛否両論で、Rotten Tomatoesでの支持率は31%、「キャストは豪華だが、キャラクターに同情できず、ただ単に笑える映画となってしまっている」という評価もあった。ロジャー・イーバートは星2と評した。
この映画の全世界における興行収入成績は1億3800万ドルを超えた。